# Samuel Thorsteinsson
Samúel Pjeturson Thorsteinsson (islandsk:Samúel Pétursson Þorsteinsson) (født 1. januar 1893 i Bíldudalur region Vestfirðir, på Island, død 25. november 1956 på Slagelse Sygehus) var en islandsk fodboldspiller, som spillede for Danmark, da Island frem til 1944 var en del af Danmark.
I sin klubkarriere spillede Thorsteinsson højre wing i italienske Naples Foot-Ball Club (1910 og 1913-1914), men han var ikke Danmarks eller Islands første professionelle fodboldspiller. Han ernærede sig, i lighed med Sophus "Krølben" Nielsen (Holstein Kiel 1913-1915), Christian Morville ("Sport"/"Neva" St. Petersborg 1913-1916) og Nils Middelboe (Chelsea 1913-1923), ikke ved sit fodboldspil. De kunne derfor alle spille på landsholdet, selv om DBU tillod ikke professionelle at spille med på landsholdet. Karakteristikken Danmark første professionelle fodboldspiller tilkommer i stedet Carl "Skomager" Hansen.
I Danmark spillede Thorsteinsson fra 1908 i Charlottenlund Boldklub, derefter i Akademisk Boldklub (1911-1912 og 1915-1921), og han vandt det danske mesterskab for denne klub i 1919 og 1921. 
Thorsteinsson debuterede på det danske landshold i en venskabskamp mod Norge i 1918 på Gamle Frogner i Kristiania. Han spillede sin sidste landskamp i en venskabskamp mod Sverige i Stockholm i 1919. Året efter deltog han som reserve ved OL 1920 i Antwerpen. Han nåede syv landskampe og scorede et mål, der faldt i en venskabskamp i Idrætsparken mod Sverige i 1918. 
Thorsteinsson uddannede sig til læge på Københavns Universitet og fik efter studierne arbejde som praktiserende læge i Flakkebjerg. Han blev 2 juli 1921 gift med malerinde ved Den Kongelige Porcelænsfabrik Inge Emilie Fogtmann, og den 26. juli 1935 blev han gift anden gang, denne gang med den danske skuespiller Eli Lehmann. Han var praktiserende læge til sin død. Thorsteinsson hjalp modstandsbevægelsen med flytning af illegale personer, da han havde bil & dermed brændstof pga. Sin position som læge. Han måtte gå under jorden og flygte til Sverige. Han blev placeret i en trækasse under overfarten på Øresund. Han lå dog på hovedet i den, hvilket man først opdaget sent & dette medførte at han aldrig kom sig helt og at han døde forholdsvis ung.
Han er sammen med Lehmann begravet på Flakkebjerg Kirkegård ved Slagelse.
Han var søn af købmand Pétur J. Thorsteinssonar og Ásthildar Guðmundsdóttur og bror til billedkunstner og skuespiller Guðmundur Thorsteinsson
 Der er for få eller ingen kildehenvisninger i denne artikel, hvilket er et problem. Du kan hjælpe ved at angive troværdige kilder til de påstande, som fremføres i artiklen.